# 垂重円

三角形 (黒), 頂垂線と垂心 (青), 重心 (赤), 垂重円 (黄)

垂心 (H)と 重心 (S)を通る垂重円
オイラー線、 外心 (O)、九点円の中心 (N) 、H、Sなどを通る。
F_{1},F_{2}: フェルマー点
F: フォイエルバッハ点
I: 内心
G: ジェルゴンヌ点
U: 類似重心

幾何学において垂重円 （すいじゅうえん、英: orthocentroidal circle）は、正三角形でない三角形に対して定義される、垂心と重心を直径の両端とする円である。
1894年、アンドリュー・ギーナン は、内心が常に垂重円内にあるが、九点円の中心とは一致しない、つまり九点円の中心で穴をあけた垂重円の円板内にあることを示した。 
更に、第一フェルマー点、ジェルゴンヌ点、類似重心は垂重円の開円板の中にあり、第二フェルマー点とフォイエルバッハ点は外にある。垂心と重心を固定して三角形を動かしたとき、ブロカール点の一方が中へ、もう一方が外にあるような、ブロカール点の軌跡は垂重円の開円板である。
垂重円の直径の二乗は、{\displaystyle D^{2}-{\dfrac {4}{9}}(a^{2}+b^{2}+c^{2})} である 。ここで a, b, cは三角形の辺の長さで D は外接円の直径である。垂重円はレスター円、ステヴァノヴィッチ円などと直交する。また垂重円の中心、つまり垂心と重心の中点X(381)は三線座標を用いて、以下の式で表される。
{\displaystyle 2\cos(B-C)-\cos A:2\cos(C-A)-\cos B:2\cos(A-B)-\cos C}